# جانگ دو-یون
این یک نام کره‌ای است؛ نام خانوادگی جانگ است.
جانگ دویون (کره‌ای: 장도연؛ زادهٔ ۱۰ مارس ۱۹۸۵) کمدین اهل کره جنوبی است.